# Lloy Ball
Lloy James Ball (* 17. Februar 1972 in Fort Wayne) ist ein US-amerikanischer Volleyballspieler. Er nahm viermal an Olympischen Spielen teil und gewann dabei 2008 in Peking die Goldmedaille. Ball gilt als einer der besten Zuspieler seiner Zeit und wurde 2015 in die „Volleyball Hall of Fame“ aufgenommen.

## Karriere
Lloy Ball ist der Sohn des Volleyball-Trainers Arnie Ball. Er begann seine Karriere an der heimischen Indiana University-Purdue University Fort Wayne. Mit der Nationalmannschaft wurde Ball 1994 in Griechenland WM-Dritter, stand 1995 in Mar del Plata im Finale der Panamerikanischen Spiele und nahm 1996 an den Olympischen Spielen in Atlanta teil, bei denen die USA den neunten Platz belegten. Anschließend verpflichtete der japanische Erstligist Toray Arrows den Zuspieler für drei Jahre. Mit der Nationalmannschaft gewann er 1999 die NORCECA-Meisterschaft. Bei seinen zweiten Olympischen Spielen 2000 in Sydney landete Ball mit den USA auf Platz elf. Danach spielte er beim italienischen Erstligisten Casa Modena, mit dem er 2002 nationaler Meister wurde und 2004 den europäischen CEV-Pokal gewann. Mit der Nationalmannschaft wurde Ball 2003 erneut NORCECA-Meister und nahm 2004 in Athen an seinen dritten Olympischen Spielen teil, bei denen die USA den vierten Platz belegten. Anschließend spielte er zwei Jahre in der griechischen Liga bei Iraklis Thessaloniki. In der ersten Saison wurde er hier griechischer Meister und erreichte vor einheimischem Publikum das Finale der Champions League gegen Tours VB. 2006 stand er erneut im Champions-League-Endspiel, bevor er Griechenland verließ und zum russischen Verein VK Zenit-Kasan wechselte. In der ersten Saison mit dem US-amerikanischen Zuspieler schaffte Kasan das nationale Double. Das US-Team verteidigte mit Ball den kontinentalen Titel. 2008 gewann Kasan das Finale der Champions League gegen Copra Piacenza. Ball erlebte nach dem Triumph in der Weltliga sein viertes Olympiaturnier und gewann in Peking durch einen Finalsieg seines Teams gegen Brasilien die Goldmedaille. Für Kasan gab es 2009 erneut das Double sowie 2010 und 2011 zwei weitere Meistertitel. Außerdem stand Ball mit Kasan 2011 erneut im Finale der Champions League gegen Trentino BetClic. Danach wechselte er zum Ligakonkurrenten Ural Ufa, wo er 2012 seine Profi-Karriere beendete.

## Privates
Ball ist verheiratet und hat zwei Kinder.